# Comuna Stavîdla, Oleksandrivka
Stavîdla (în ucraineană Ставидла) este o comună în raionul Oleksandrivka, regiunea Kirovohrad, Ucraina, formată din satele Hainivka, Stavîdla (reședința) și Svitova Zirka.

## Demografie
Componența lingvistică a comunei Stavîdla
     Ucraineană (97,6%)
     Rusă (1,29%)
     Alte limbi (1,1%)
Conform recensământului din 2001, majoritatea populației comunei Stavîdla era vorbitoare de ucraineană (97,6%), existând în minoritate și vorbitori de rusă (1,29%).